# Objectif de développement durable no 7 des Nations unies

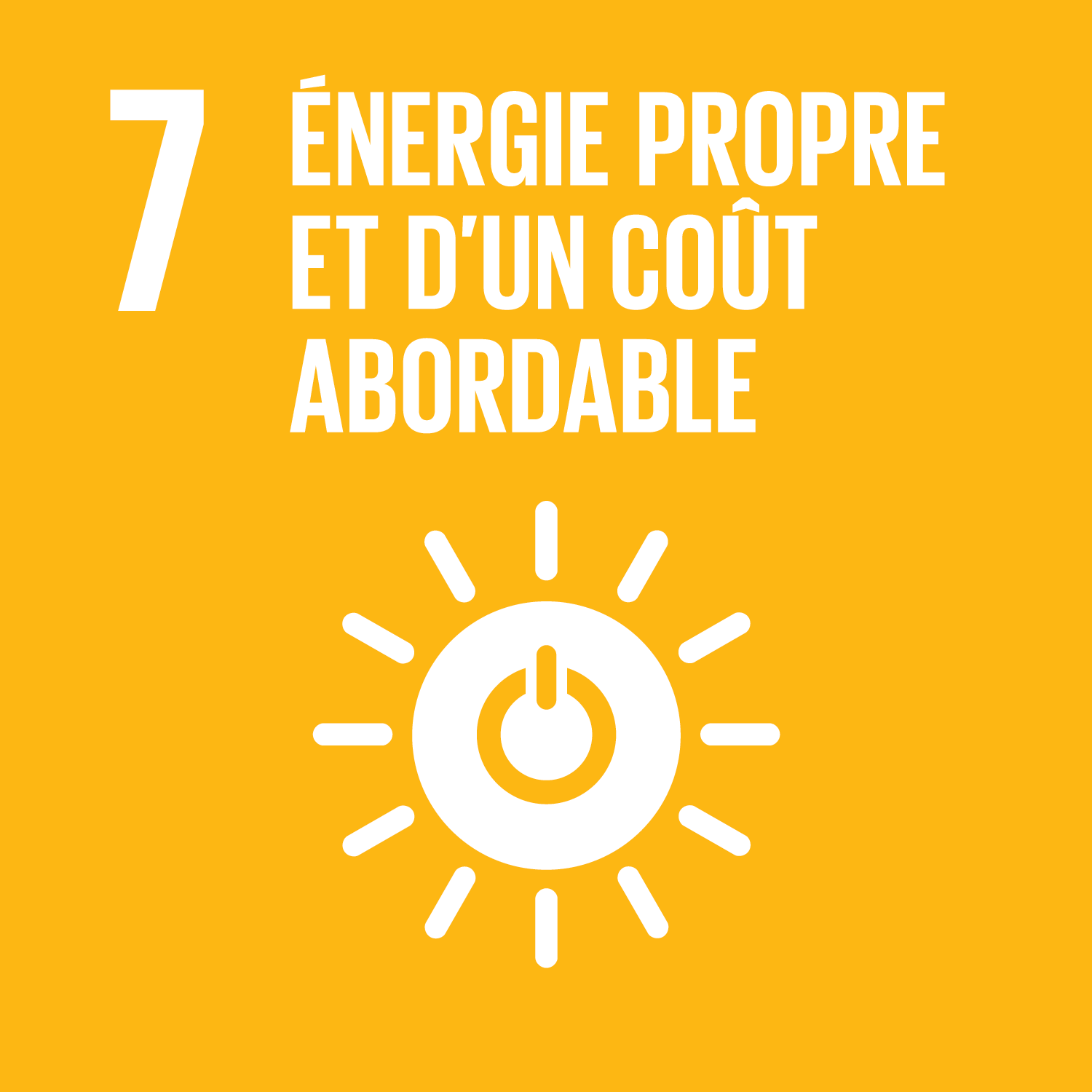
Logo de l'objectif no 7.

Énergie propre et d'un coût abordable
Pour un article plus général, voir Objectifs de développement durable.
L'objectif de développement durable no 7 des Nations unies est celui des 17 Objectifs de développement durable (ODD) adoptés en 2015 par l'Assemblée générale des Nations unies qui couvre la thématique du recours aux énergies renouvelables. Son intitulé complet est : « Garantir l’accès de tous à des services énergétiques fiables, durables et modernes, à un coût abordable ».

## Enjeux
L'enjeu de cet objectif est de répondre à des besoins des êtres humains (au travers des références suivantes : l'accès à l'énergie, la fiabilité, le coût abordable) en matière d'énergie, tout en garantissant le caractère durable de l'énergie mobilisée. La référence au « coût abordable », qu'on retrouve dans l'intitulé court comme dans le développé, indique qu'il est fait référence à une disponibilité économique et non seulement technique. Le qualificatif de « moderne » est susceptible de différentes interprétations, selon qu'on l'entend comme faisant opposition aux énergies fossiles ou faisant référence à une logique de développement de type industriel : cette distinction peut renvoyer à deux des cibles de l'ODD (7.2 et 7.3 ci-après).

## Cibles
L'ODD 7 présente cinq cibles, en nombre réduit par rapport aux autres ODD :
7.1. D’ici à 2030, garantir l’accès de tous à des services énergétiques fiables et modernes, à un coût abordable ;
7.2. D’ici à 2030, accroître nettement la part de l’énergie renouvelable dans le bouquet énergétique mondial ;
7.3. D’ici à 2030, multiplier par deux le taux mondial d’amélioration de l’efficacité énergétique ;
7.a. D’ici à 2030, renforcer la coopération internationale en vue de faciliter l’accès aux sciences et technologies de l’énergie propre, notamment les énergies renouvelables, l’efficacité énergétique et les nouvelles technologies de combustion propre des combustibles fossiles, et encourager l’investissement dans l’infrastructure énergétique et les technologies propres dans le domaine de l’énergie ;
7.b. D’ici à 2030, développer l’infrastructure et améliorer la technologie afin de fournir des services énergétiques modernes et durables à tous les habitants des pays en développement, en particulier des pays les moins avancés, des petits États insulaires en développement et des pays en développement sans littoral, dans le respect des programmes d’aide qui les concernent.

## Indicateurs
L'INSEE fournit la liste d'indicateurs suivants : 
- Proportion de la population ayant accès à l’électricité
- Part des énergies renouvelables dans la consommation finale brute d'énergie
- Intensité énergétique (consommation d’énergie primaire/PIB)
- Part des investissements consacrés à l'économie d'énergie dans l'industrie

Plusieurs niveaux d'indicateurs sont en fait disponibles, correspondant aux listes onusienne, européenne (Eurostat) ou nationale (INSEE).

## Controverse
La définition de la durabilité des services énergétiques n'est pas explicitée. Si l'accroissement de l'énergie renouvelable est une cible explicite, la question du nucléaire, elle, n'est pas traitée et reste l'objet de controverses.

## Évaluation
Selon le rapport intitulé Tracking SDG7 : The Energy Progress Report du 2 mai 2018, rédigé par cinq organisations (AIE, Banque mondiale, Irena, Division de la statistique des Nations unies et OMS) et proposant un bilan de l’efficacité énergétique et le développement des énergies renouvelables dans le monde (jusqu’en 2015) et sur l’accès à l’électricité et à la cuisson « propre » (jusqu’en 2016) « le monde n’est actuellement pas sur la bonne voie » en raison d'efforts insuffisants dans tous les domaines. À partir de 2010, le nombre de nouveaux accédants à l’électricité augmente nettement mais pas assez pour un accès universel en 2030. Presque 13 % des terriens (un milliard de personnes environ) n'a pas accès à l’électricité et au rythme actuel, en tenant compte de la croissance démographique, 674 millions de personnes le seront en 2030.
La cuisson « propre » n'est pas accessible pour environ troid milliards de personnes (plus de 40 % de la population), alors que des rapports montrent qu'elle cause quatre millions de décès prématurés par an (du fait des particules inhalées lors de la combustion de biomasse traditionnelle). Au rythme actuel de développement, près de 2,3 milliards de personnes cuisineront encore avec de mauvais foyers et/ou combustibles en 2030.
L'efficacité énergétique et l'intensité énergétique ont progressé dans l’industrie (- 2,7 % par an depuis 2010 pour l'intensité) mais les transports utilisent encore trop de combustibles fossiles (seuls 2,8 % de renouvelables en 2015 dans ce secteur).